# Гравона
Гравона (фр. Gravona корс. Gravona) — річка Корсики (Франція). Довжина 46,5 км, витік знаходиться на висоті 2 110 метрів над рівнем моря на схилах гори Монте Ренозо (Monte Renoso) (2 352 м). Впадає в річку Прунеллі на висоті 2 метра над рівнем моря.
Протікає через 14 комун і тече територією департаменту Південна Корсика та кантонами: Цикаво (Zicavo), Санта-Марія-Сіше (Santa-Maria-Siché) та Бастеліка (Bastelica)